# John Metgod
John Metgod, né le 27 février 1958 à Amsterdam (Pays-Bas), est un footballeur néerlandais, qui évoluait au poste de défenseur.
Metgod a marqué quatre buts lors de ses vingt-et-une sélections avec l'équipe des Pays-Bas entre 1978 et 1983.

## Palmarès

### En équipe nationale
- 21 sélections et 4 buts avec l'équipe des Pays-Bas entre 1978 et 1983.

### Avec HFC Haarlem
- Vainqueur du Championnat des Pays-Bas de football D2en 1976.

### Avec AZ Alkmaar
- Vainqueur du Championnat des Pays-Bas de footballen 1981.
- Vainqueur de la Coupe des Pays-Bas de football en 1978, 1981 et 1982.
- Finaliste de la Coupe UEFA en 1981.
- Vice-Champion du Championnat des Pays-Bas de football en 1980.

### Avec le Real Madrid
- Finaliste de la Coupe d'Europe des vainqueurs de coupe de football en 1983.
- Vice-Champion du Championnat d'Espagne de football en 1983 et 1984.
- Finaliste de la Coupe d'Espagne de football en 1983.
- Finaliste de la Coupe de la ligue d'Espagne en 1983.

### Avec Feyenoord
- Vainqueur du Championnat des Pays-Bas de footballen 1993.
- Vainqueur de la Coupe des Pays-Bas de football en 1991, 1992 et 1994.
- Vainqueur de la Supercoupe des Pays-Bas de football en 1991.

## Carrière d'entraîneur
- 1994-1995 : Feyenoord Rotterdam - 21 ans
- 1995-1996 : Excelsior Rotterdam  (Adjoint)
- 1996-1997 : Excelsior Rotterdam
- 1997 : Feyenoord Rotterdam   (Adjoint en Intérim)
- 1997 : Excelsior Rotterdam   (Adjoint)
- 1997-2004 : Feyenoord Rotterdam  (Adjoint)
- 2004-2005 : Excelsior Rotterdam
- 2005-2007 : Feyenoord Rotterdam   (Adjoint)
- 2008-2009 : Portsmouth
- 2009- : Derby County